# آسبولوس
در اساطیر یونان، آسبولوس (یونانی باستان: Ἄσβολον یا Ἄσβόλη به‌معنی «دوده» یا «گرد کربن»؛ به انگلیسی: Asbolus) یک سانتور بود. او پیشگو بود و هزیود او را یک آگور می‌نامد که در پرواز پرندگان فال می‌گرفت.

## اسطوره‌شناسی
آسبولوس نبرد سنتورها علیه لاپیت‌ها را در عروسی پیریتوس پیش‌بینی کرد و تلاش ناموفقی برای جلوگیری از حضور آن‌ها انجام داد. اووید درکتاب دگردیسی‌ها آورده است:
... آسبولوس پیشگو هشدار داده بود،
اگرچه هیچ‌کس صدای او را نشنید، اما همه دوستانش [حرفش را] پذیرفتند،
نه این‌که با [لاپیت‌ها] بجنگند. او بر نسوس فریاد زد:
«نیازی به فرار نداری؛ تا آن روز خوب که تیر هرکول به پشتت اصابت کند، نجات خواهی یافت.»— اووید
زمانی که هراکلس به ملاقات سنتور فولوس آمد، فولوس کوزه‌ای از شراب را که متعلق به همه سنتورها بود برای او باز کرد؛ آسبولوس دید که فولوس این کار را انجام می‌دهد و دیگر سنتورها را نیز گرد آورد، همان‌طور که در عروسی پیریتوس اتفاق افتاد، آن‌ها به این نوشیدنی عادت نداشتند. این کار منجر به حمام خونی شد که در آن فولوس و کیرون و همچنین نسوس به‌دست هراکلس کشته شدند. گفته می‌شود که خود آسبولوس نیز با تیرهای هراکلس به صلیب کشیده شد.

## سیارک ۸۴۰۵
نام آسبولوس به سیارک ۸۴۰۵، یک ریزسیاره در منظومه شمسی داده شد. این سیاره به دسته سانتورها تعلق دارد که مدارشان بین مشتری و نپتون است. 